# Perzische Oorlogen
De Perzische Oorlogen, of Grieks-Perzische oorlogen gaat over de oorlogen tussen de Achaemeniden en de Griekse stadstaten, in de 5e eeuw v.Chr. Er is enige discussie mogelijk over welke conflicten er exact onder deze noemer vielen, maar in dit artikel wordt als beginjaar 499 v.Chr. en als eindjaar 449 v.Chr. aangehouden. In dit conflict kwamen twee sterk verschillende partijen tegenover elkaar te staan. Aan de ene kant was er de Griekse wereld, een verzameling van verspreide en zelfstandig opererende, betrekkelijk kleine democratisch of oligarchisch bestuurde poleis. Aan de andere kant was er het uitgestrekte, centraal bestuurde Perzische Rijk van de Achaemeniden, waarin autocratische Perzische sjahs met harde hand de veroverde gebieden onder controle hielden.
De interactie tussen de Perzen en Grieken begon rond 547 v.Chr. In dat jaar veroverde Cyrus de Grote de Griekse koloniën in Ionië. De tirannen die Perzië aanstelde kwamen echter in opstand tegen de Perzische overheersing, wat zou leiden tot de Ionische opstand in 499 v.Chr. Deze opstand wordt uiteindelijk neergeslagen door Darius I in 493 v.Chr. Omdat Athene en Eretria deze opstand hadden gesteund, besloot Darius tot een invasie van het Griekse vasteland. De Cycladen werden veroverd en Eretria belegerd en vernietigd, maar het Perzisch leger werd uiteindelijk beslissend verslagen door de Atheners in de slag bij Marathon.
Hierop besloot Darius een tweede expeditie persoonlijk te leiden, maar door zijn dood in 486 v.Chr. zou zijn zoon Xerxes deze invasie uitvoeren. In 480 v.Chr. leidde hij de tweede Perzische invasie van Griekenland. Na een initiële Perzische overwinning bij Thermopylae wisten de Perzen Athene te verwoesten. De Perzische vloot werd echter door de Grieken onder leiding van Themistocles verslagen in de slag bij Salamis, waarna Xerxes zich gedwongen voelde zich terug te trekken. Het Perzische leger dat hij achterliet in Griekenland werd uiteindelijk verslagen door het Griekse bondgenootschap in de slag bij Plataeae.
Na de tweede Perzische invasie vernietigden de Grieken de rest van de Perzische vloot in de zeeslag bij Mycale. In de jaren daarop wisten de Grieken Ionië te bevrijden. Na schandalen rondom de Spartaanse generaal Pausanias verlieten de Spartanen de Perzische oorlog, en vormde het Griekse bondgenootschap zich rondom de Atheners. In de oorlogen van de Delische bond vocht Athene met haar bondgenoten nog enkele tientallen jaren tegen Perzië. Na initiële successen, waarin onder andere alle Perzische garnizoenen uit Europa werden verdreven, werd de Atheense vloot vernietigend verslagen in een expeditie naar Egypte. Hierna stopten de vijandelijkheden grotendeels. Sommige bronnen suggereren dat er formeel een einde kwam aan de oorlog in de vrede van Callias in 449 v.Chr.
De beschrijving van deze oorlogen door Herodotus wordt ook wel beschouwd als het begin van de geschiedschrijving.

## Aanleiding
In de Griekse 'Duistere eeuwen', na het uiteenvallen van de Myceense beschaving, emigreerden Grieken en stichtten ze overal aan de Mediterraanse kust koloniën, waaronder in Klein-Azië. De kolonisten bestonden uit drie tribale groepen: de Aeoliërs, de Doriërs en de Ioniërs. De Ioniërs hadden zich gevestigd aan de westkust, en de Ionische steden vormden de Ionische bond. Deze steden waren Milete, Myus en Priene in Caria; Ephesus, Colophon, Lebedos, Teos, Clazomenae, Phocaea en Erythrae in Lydië; en de eilanden Samos en Chios. Deze Ionische steden bleven onafhankelijk, totdat ze rond 560 v.Chr. veroverd werden door de Lydische koning Croesus.
De interactie tussen de Perzen en Grieken begon rond 547 v.Chr. In dat jaar veroverde Cyrus de Grote Lydië, en later ook de Griekse koloniën in Ionië. De Perzen hadden echter moeite de Ionische steden onder controle te houden. Ook waren de tirannen die Perzië aanstelde om de steden te controleren vaak eigenzinnig en zij voerden een eigen politiek. Dit zou uiteindelijk leiden tot opstanden.

## Ionische opstand (499–493 v.Chr.)
In 499 V.Chr. zou de leider van Milete, Aristagoras, in opstand komen tegen de Perzische overheersing, en wist hij de leden van de Ionische bond mee te krijgen in deze opstand. Met hulp van Athene en Eretria wisten de opstandelingen in eerste instantie de lokale hoofdstad Sardis te vernietigen. Op de terugweg van deze slag werden de Grieken echter verslagen in de slag bij Efeze. Herodotus vertelt ons dat toen Darius hoorde dat Sardis vernietigd was, hij zwoer wraak te nemen op de Atheners (na navraag gedaan te hebben over wie dat eigenlijk waren). Hij gaf een dienaar de opdracht hem driemaal per dag te herinneren aan deze eed: "Heer, vergeet de Atheners niet".
Hierna gingen de Perzen in de aanval, en versloegen ze de Ionische vloot beslissend in de slag bij Lade. Hierna was de weerstand van de Ioniërs effectief gebroken. Milete werd belegerd en ingenomen. In 493 v.Chr. waren alle steden in Klein-Azië weer onder Perzische controle. Het oog van Darius viel vervolgens op het Griekse vasteland, van waaruit de Ionische opstand hulp had gekregen.

Kaart van de eerste fase van de Grieks-Perzische oorlogen.

## Eerste Perzische invasie (492–490 v.Chr.)
Volgens Herodotus besloot Darius tot een invasie van het Griekse vasteland, omdat Athene en Eretria de Ionische opstand hadden gesteund. De Perzische sjah Darius wilde de Atheense inmenging niet ongestraft laten. Moderne historici menen echter dat een Perzische invasie waarschijnlijk sowieso onafwendbaar was: Het Perzische wereldbeeld voorzag de verovering van de hele wereld. De enige belemmering tot het veroveren van het middellands zeegebied waren de Grieken.
Onder leiding van Mardonius werd in 492 v.Chr. met een gecombineerde actie van een leger en een vloot de eerder behaalde Perzische controle over Thracië herbevestigd. Thasos werd zonder weerstand veroverd en Macedonië werd gedwongen een cliënt van Perzië te worden. Toen echter de Perzische vloot schipbreuk leed bij Oros Athos, trok de expeditie zich terug naar Azië.
In het jaar daarop zond Darius ambassadeurs naar alle steden van Griekenland, met de eis dat deze zich onderwierpen. De meeste Griekse steden waren hiertoe bereid, met uitzondering van Athene en Sparta. Beide poleis zouden de Perzische ambassadeurs doden. Als gevolg van de Atheense en Spartaanse weerstand beviel Darius een nieuwe campagne in 490 v.Chr.

### De slag bij Marathon
Datis en Artaphernes kregen het commando over een amfibisch invasieleger, en vertrokken vanuit Cilicië. De Cycladen werden veroverd en Eretria werd belegerd en vernietigd. De vloot trok vervolgens in zuidelijke richting, om te landen in Attica in de baai van Marathon, ongeveer 40 kilometer van Athene. De Atheners stuurden Philippides naar Sparta en waarschijnlijk ook boodschappers naar andere steden om versterking. Herodotus beweert dat de Spartanen wilden helpen, maar volgens eigen traditie pas mochten vechten bij volle maan (9 september) na afloop van een plaatselijk festival. Onder leiding van Miltiades viel het Atheense leger het veel grotere Perzische leger aan, en wist met deze aanval de Perzen beslissend te verslaan en te dwingen zich op hun schepen terug te trekken. Zodra de slag afgelopen was, marcheerden de Atheners in alle haast terug naar Athene, om een nieuwe landing van het Perzische leger te voorkomen. Hierop besloot Arthaphernes de Perzische campagne te beëindigen en zich terug te trekken naar Azië.
De slag bij Marathon was een beslissend moment in de Grieks-Perzische oorlogen, omdat het aantoonde dat de Grieken de Perzen konden verslaan. Daarnaast toonde het de superioriteit aan van de Griekse hoplieten.

## Interbellum (490–480 v.Chr.)
Direct na de mislukte eerste expeditie startte Darius de voorbereidingen voor een grotere tweede expeditie. Deze voorbereidingen werden echter onderbroken door een Egyptische opstand in 486 v.Chr. In datzelfde jaar overleed Darius, en werd hij opgevolgd door zijn zoon Xerxes. Xerxes sloeg de Egyptische opstand neer, en hervatte de voorbereidingen voor een Griekse invasie. De Atheense leider Themistocles voorzag dit, en spoorde de Atheners aan om hun vloot uit te breiden. De Hellenen voorzagen een nieuwe Perzische invasie, en verenigden zich onder leiding van Athene en Sparta formeel in de Helleense bond.

## Tweede Perzische invasie (480–479 v.Chr.)
In 480 v.Chr. viel het tweede Perzische invasieleger en vloot Griekenland binnen onder leiding van sjah Xerxes. Het leger overbrugde en stak de Hellespont over en marcheerde zuidwaarts naar Athene. De Grieken probeerden bij het nauw van Thermopylae het Perzische invasieleger tot staan te dwingen, hierbij gedekt bij Artemisium door de Griekse vloot. Na een onverwacht zwaarbevochten overwinning op de Grieken onder leiding van de Spartaanse koning Leonidas in de Slag bij Thermopylae, brak het Perzische leger door, en na nieuws hiervan trok de Griekse vloot zich terug uit de slag bij Artemisium: De Perzen waren doorgebroken en 'rugdekking' van het Griekse leger was zinloos geworden.
Boeotië viel toe aan de Perzen, en de Atheners waren genoodzaakt Attica te evacueren. De Griekse bondgenoten bereidden een nieuwe verdedigingslinie voor bij de landengte van Korinthe. De Perzen vernietigden Athene. Uiteindelijk wist de Atheense leider Themistocles de Perzen te verleiden slag te leveren bij Salamis. In deze zee-engte konden de Perzen hun grotere aantal triremen niet benutten en wisten de Grieken onder Atheense leiding de Perzische vloot compleet te vernietigen. Dit dwong Xerxes zich terug te trekken, om te voorkomen dat hij door het vernietigen van de brug bij de Hellespont vast zou komen te zitten in Griekenland. Hij liet een zo eervol mogelijke afronding van de oorlog over aan zijn legerleider Mardonius. Mardonius werd in 479 v.Chr. definitief te land verslagen tijdens de Slag bij Plataeae.

## Griekse tegenaanval (479–478 v.Chr.)
Na de tweede Perzische invasie vernietigden de Grieken de rest van de Perzische vloot in de zeeslag bij Mycale. In de jaren daarop wisten de Grieken Ionië te bevrijden. Na schandalen rondom de Spartaanse generaal Pausanias verlieten de Spartanen de Perzische oorlog, en vormde het Griekse bondgenootschap zich rondom de Atheners.

## Oorlogen van de Delische bond (477–449 v.Chr.)
In de oorlogen van de Delische bond vocht Athene met haar bondgenoten nog enkele tientallen jaren tegen Perzië. Na initiële successen, waarin onder andere alle Perzische garnizoenen uit Europa werden verdreven, werd de Atheense vloot vernietigend verslagen in een expeditie naar Egypte. Hierna stopten de vijandelijkheden grotendeels. Sommige bronnen suggereren dat er formeel een einde kwam aan de oorlog in de vrede van Callias in 449 v.Chr.

Atheense rijk in 431 v.Chr.

## Nasleep
Na de Perzische Oorlogen, waarin Sparta nochtans de grootste militaire rol te land had gespeeld, was duidelijk dat de Atheners met hun vloot een cruciale rol hadden gespeeld in het verslaan van de Perzen. Athene ging ook steeds meer een imperialistische politiek voeren. De Delische Bond, die initieel gevormd was om de Perzen te verslaan werd steeds meer tot een Atheens Rijk omgevormd. Leden, waarvan de meesten een jaarlijkse financiële bijdrage moesten leveren, werd verboden de bond te verlaten, en Athene trad hardhandig op tegen opstandige leden.
Frictie tussen de Spartanen en Atheners zou uiteindelijk leiden tot de eerste en de tweede Peloponnesische oorlog. En hoewel Perzië nooit meer in staat bleek te zijn tot een offensieve oorlog met de Griekse stadstaten, bleef het succesvol de Griekse rivalen tegen elkaar uitspelen, door soms de ene partij, en dan de andere partij in een oorlog financieel te steunen. Deze politiek culmineerde in de Koningsvrede, die gesloten werd in 386 v.Chr., waarin een universele vrede gesloten werd tussen de Griekse poleis onder Perzisch toezicht. Weerstand tegen deze Perzische suzereiniteit, tezamen met de Pan-Helleense gedachte zou Macedonië onder leiding van Philippus in staat stellen de Griekse poleis te verenigen tegen Perzië. Zijn zoon Alexander de Grote wist vervolgens het rijk van de Achaemeniden te veroveren in 331 v.Chr.